# Turbine Forlaget
Turbine Forlaget A/S er et dansk forlag, der blev etableret i 2004. Forlaget holder til i Aarhus. og udgiver årligt omkring 400 titler inden for et bredt spektrum af genrer, såvel skønlitteratur som faglitteratur rettet mod alle aldersgrupper (børn, unge og voksne). Forlaget havde en omsætning i 2014 på 30 millioner kr. Virksomheden er blevet hædret af Dagbladet Børsen som gazellevirksomhed tre gange.
Ud over forlagsvirksomheden står selskabet også bag et kontorhotel i den nedlagte kornsilo på havnen i Aarhus, hvor forlaget også har domicil,.
Forlaget har bl.a. udgivet bøger af Monika Fagerholm, Lars Muhl og Jens Folmer Jepsen